# Leopoldstein (Heidelberg)

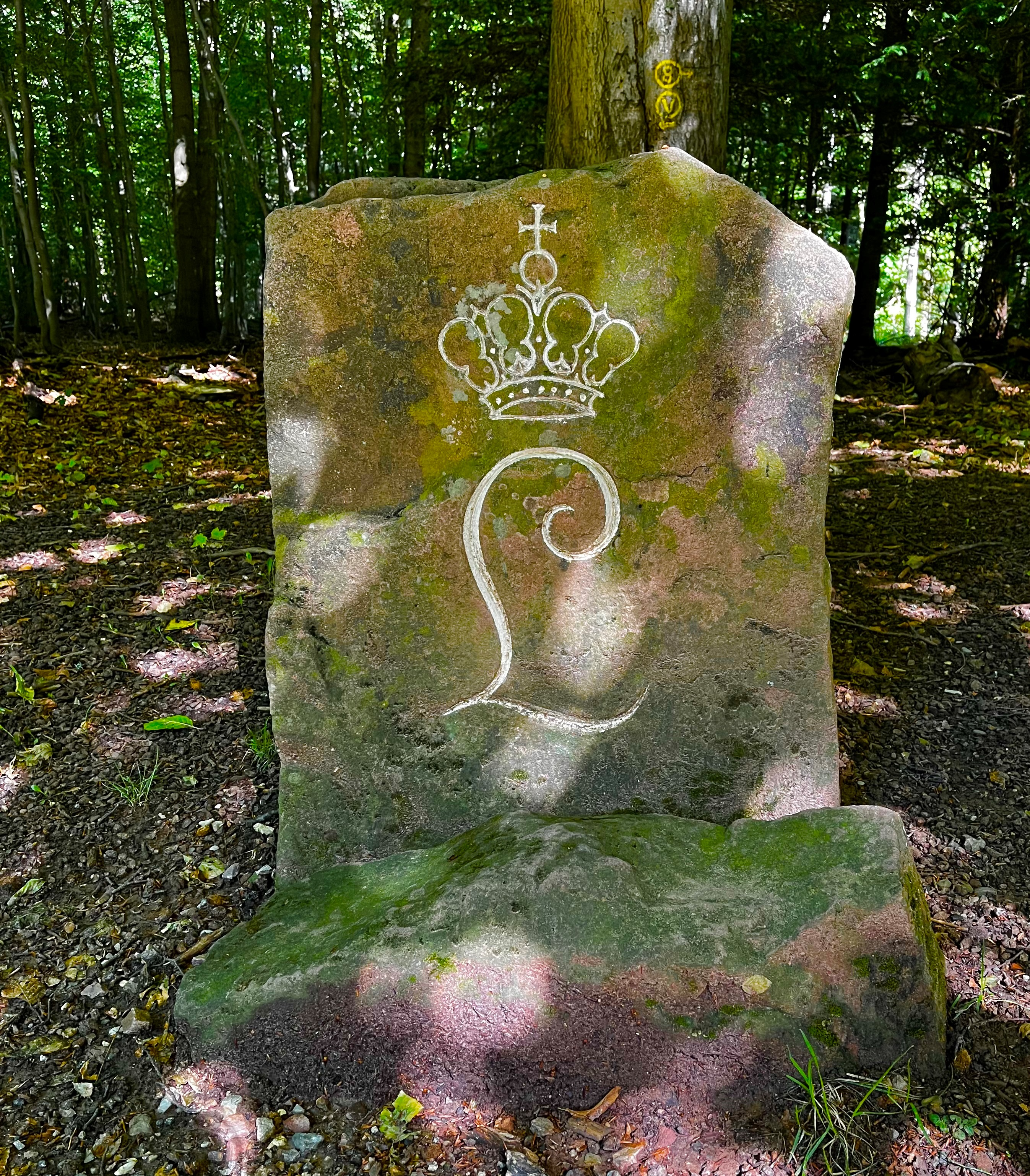
Leopoldstein am Königstuhl, Heidelberg (Aufn. 2022)

Der Leopoldstein, im Heidelberger Stadtwald, ist ein historischer Gedenkstein aus dem Jahr 1851. Das Monument erinnert an Karl I. Friedrich Leopold, Großherzog von Baden, der im Jahr 1830 als vierter Großherzog die Regierungsgeschäfte im Herzogtum Baden übernahm. Das einst 2,5 m hohe Denkmal wurde in den 1950er Jahren beschädigt.

## Lage
Koordinaten: 49° 23′ 31″ N, 8° 43′ 20,1″ O
Der Gedenkstein für den Großherzog findet sich am Höhenweg, ca. 450 m südlich der Bildungseinrichtung Haus der Astronomie, unmittelbar an einer sternförmigen Weggabelung, die in sieben verschiedene Richtungen des Heidelberger Stadtwalds führt. Alle Wanderwege sind vor Ort durch historische Wegweisersteine beschrieben.

## Historie
Anlässlich seines Antrittsbesuchs in Heidelberg 1832, besichtigte der Großherzog auch das Schloss sowie den Königstuhl. An der damals schon markanten sternförmigen Wegkreuzung „Alte Kohlplatte“ ließ er anhalten und genoss an dieser Stelle die eindrucksvolle Aussicht über die Rheinebene bis zu den Pfälzer Bergen. Zu dieser Zeit war der Blick noch frei. Die Wiederbewaldung von Gaisberg und Königstuhl hatte im Rahmen einer Niederwaldbewirtschaftung erst begonnen. Der Stadtwald Heidelberg gehörte in dieser Zeit zur Bezirksforstei Leimen, als der zuständigen unteren Forstbehörde. Die Bezirksforstei Leimen wiederum unterstand dem Forstamt Neckargemünd als örtliche Inspektions- und Kontrollbehörde für Planung und Vollzug forstlicher Maßnahmen.
Leopold von Baden war zeitlebens kunstbeflissen und in Sachen Denkmalschutz engagiert. Daher setzte ihm die Stadt Heidelberg 1851, unter Leitung des damaligen Bezirksförsters Adam Laumann, einen Gedenkstein aus heimischem Buntsandstein. Er trägt als Insignien einen Herzogshut und ein großes geschwungenes L. Nach Aufgabe der Köhlerei avancierte die Gedenkstätte als beliebter Anlaufpunkt für Wanderer und Wintersportler. Bereits um das Jahr 1900 entstand dort eine erste Schutzhütte.

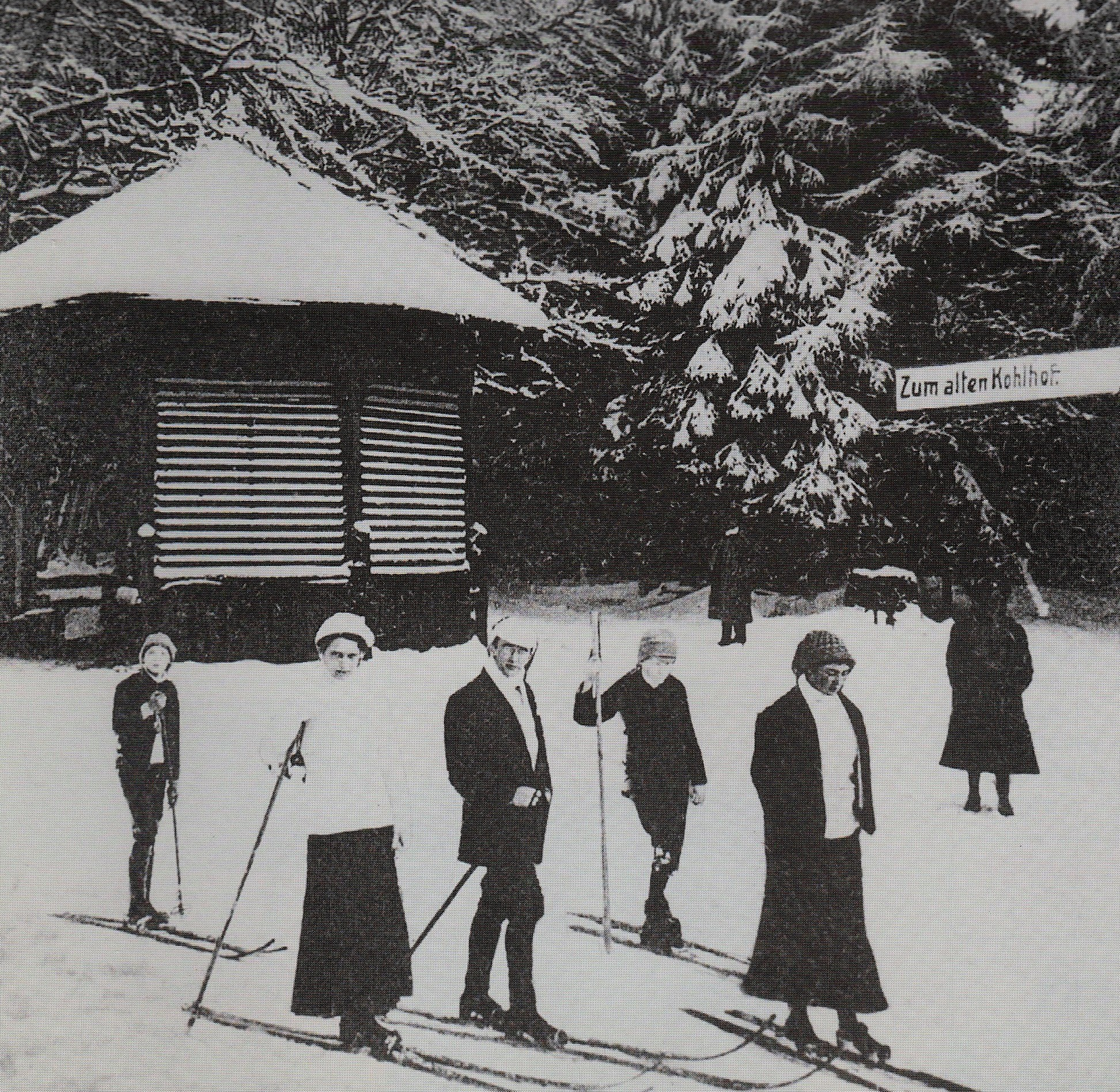
Skifahrer an der Leopoldshütte um 1911
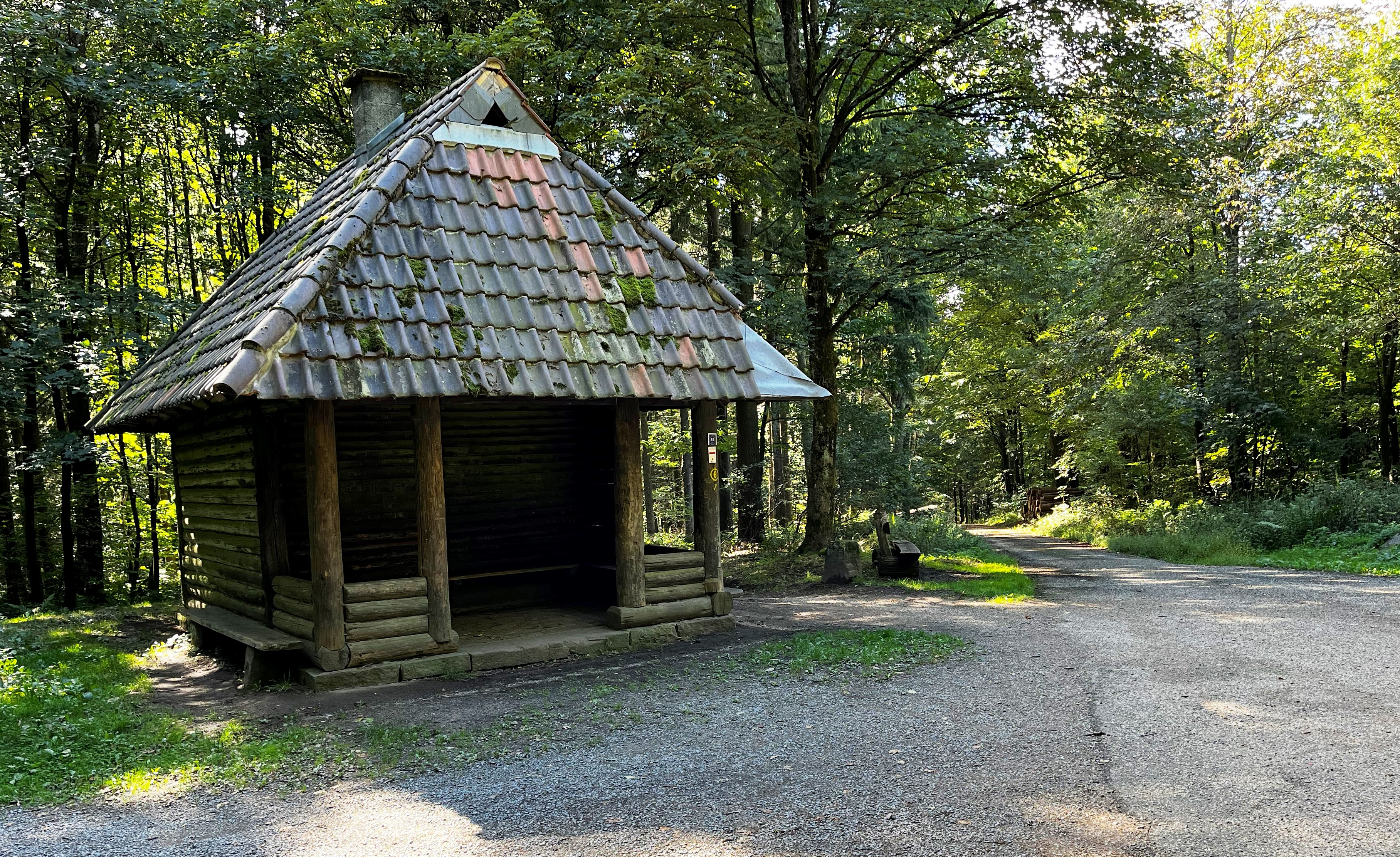
Heutige Leopoldshütte am Leopoldstein (Aufn. 2022).
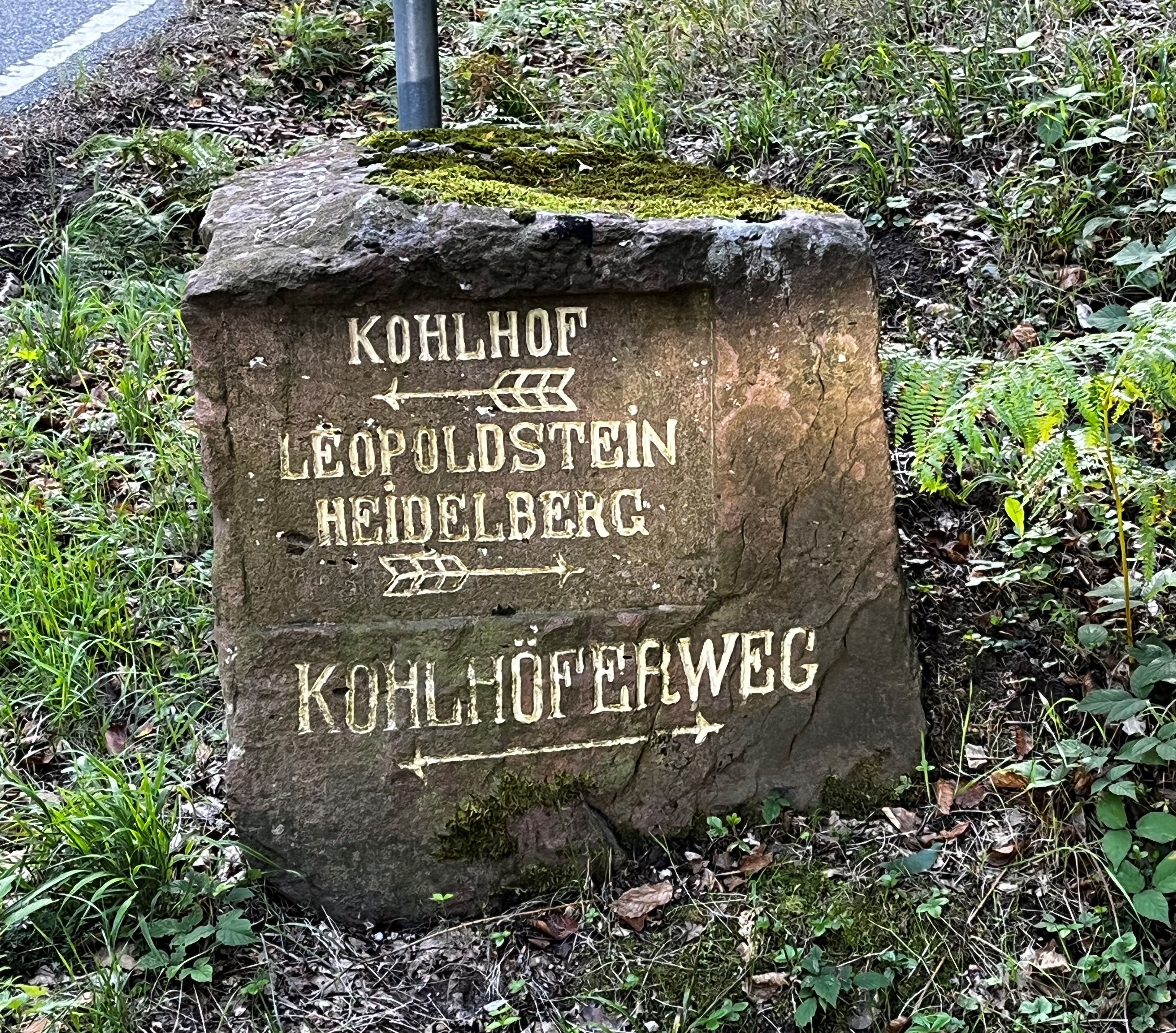
Wegweiserstein am Leopoldstein, Richtung Kohlhöferweg zum Kohlhof
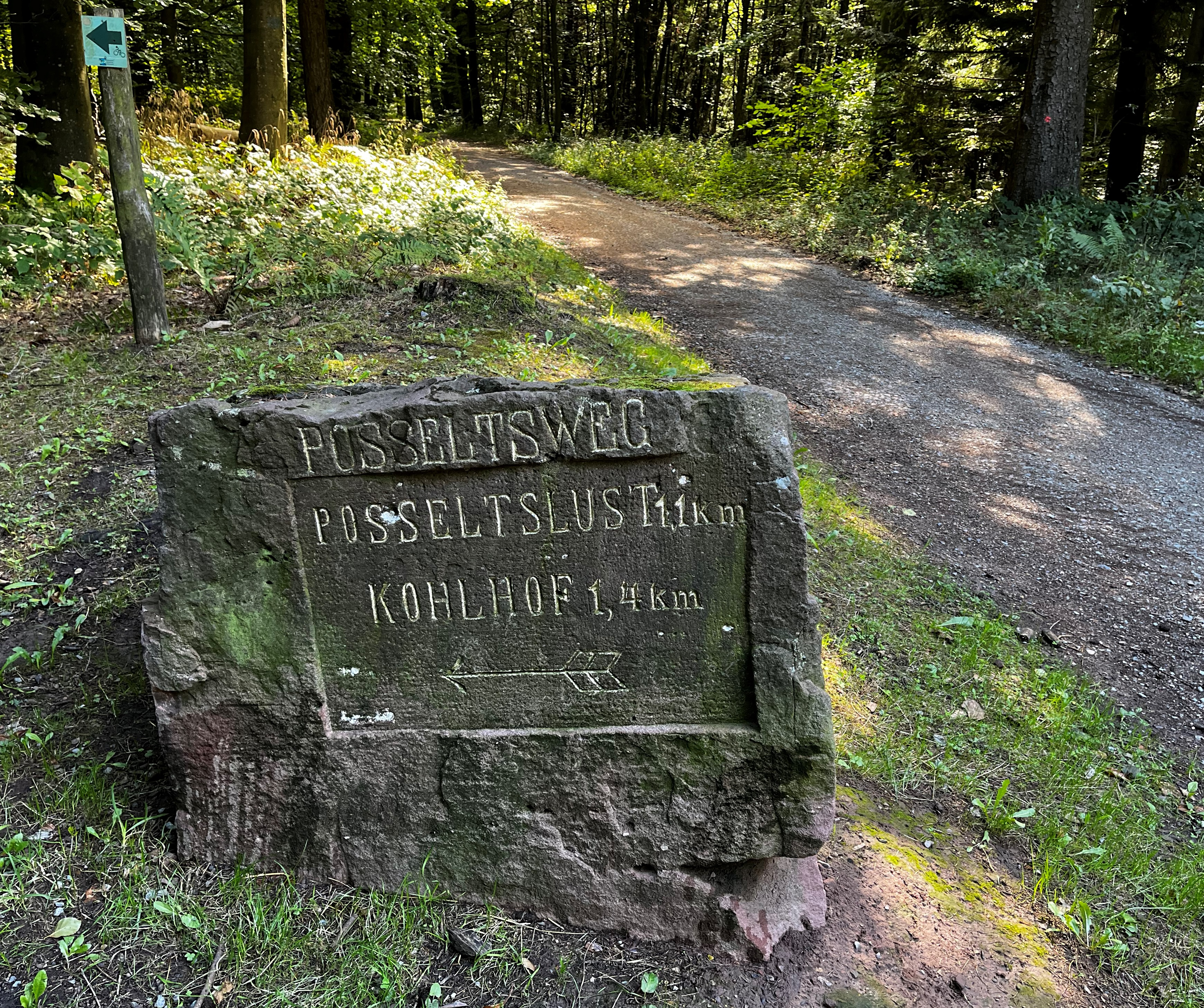
Wegweiserstein am Leopoldstein, Richtung Südosten zur Posseltslust
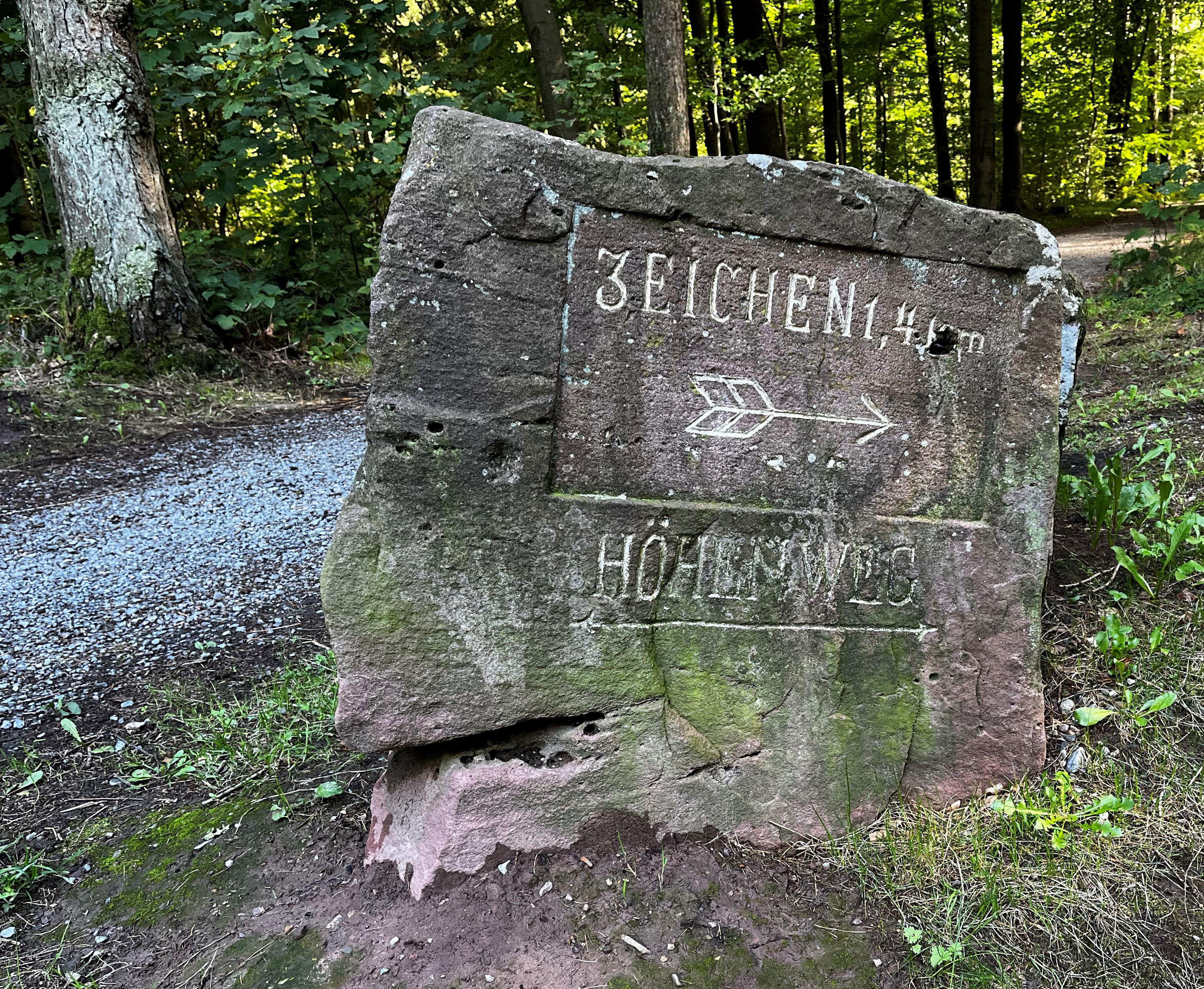
Wegweiserstein am Leopoldstein, Richtung Süden zu den „Drei Eichen“
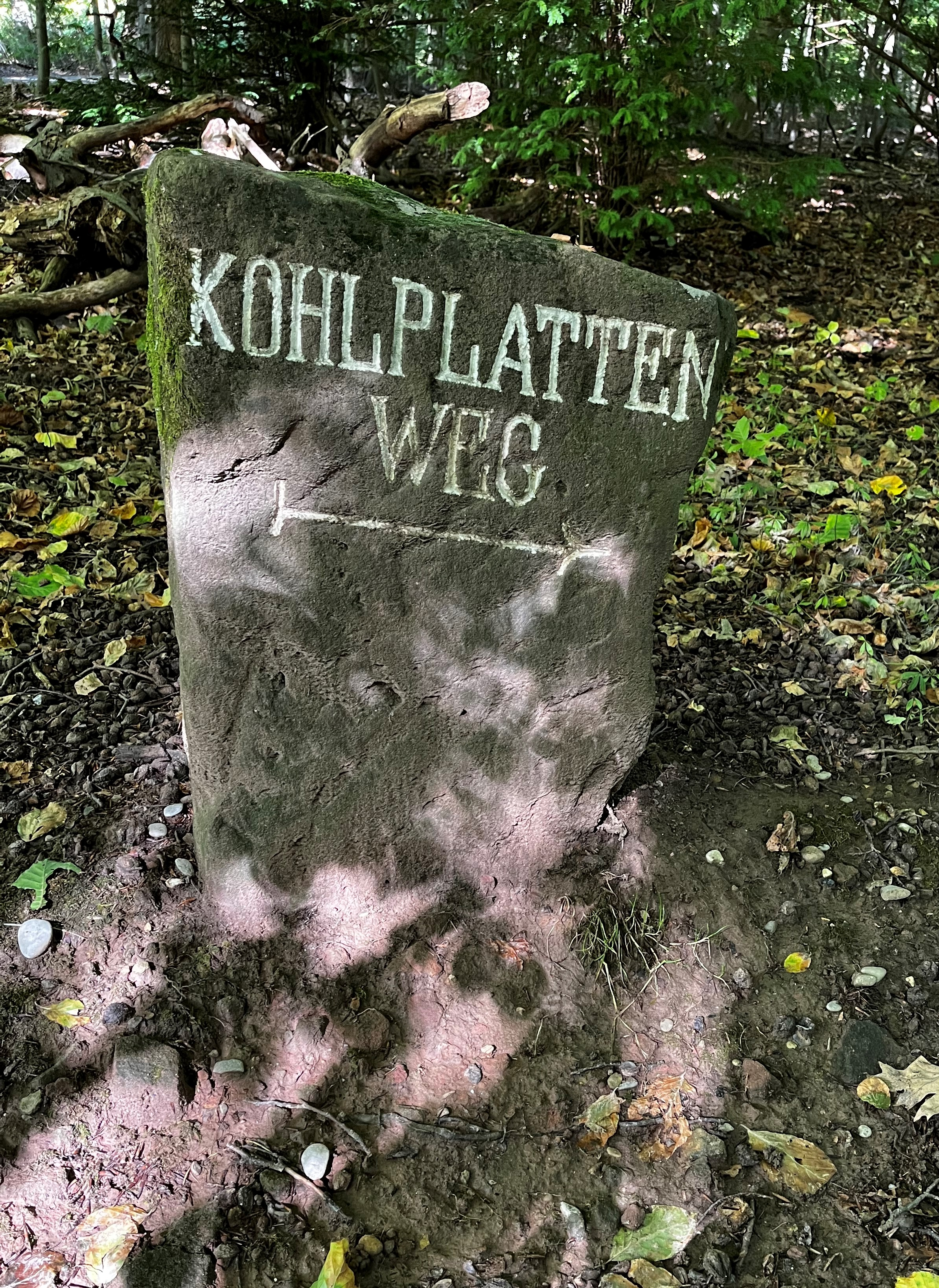
Wegweiserstein am Leopoldstein, Richtung Nordosten über den Kohlplattenweg zum Auerhahnenkopf
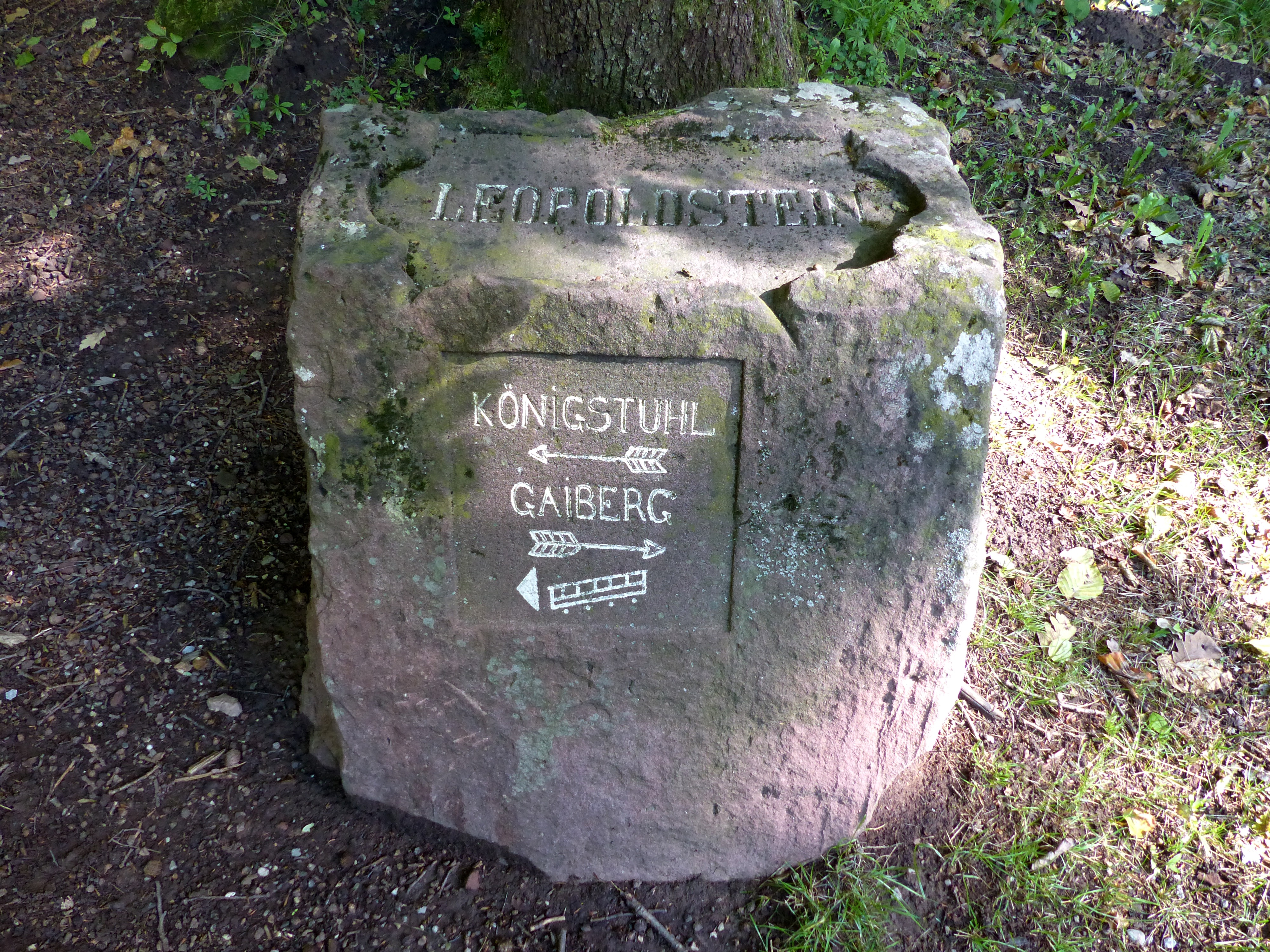
Wegweiserstein am Leopoldstein, Richtung Königstuhl, Gaiberg und Bergbahn

In den 1950er Jahren stieß ein mit Holz beladener Lastkraftwagen rückwärts gegen den Gedenkstein, der dadurch in Teilen auseinanderbrach. Das obere Teil mit der Gravur wurde wieder auf einen Sockel gestellt. Bis heute steht das Denkmal an der markanten Waldkreuzung, an der insgesamt sieben Wege zusammentreffen. Neuerdings führt hier auch der Königstuhl-Walking-Parcours vorbei. Die Schutzhütte sowie eine Sitzgruppe ermöglichen Rast und Erholung.
In Baden-Baden erinnern der Leopoldsplatz zwischen dem Kurhaus und den Bädern sowie eine Straße gegenüber dem Festspielhaus an den Regenten.